# Gōseki Kojima
Gōseki Kojima (jap. 小島 剛夕 Kojima Gōseki; ur. 3 listopada 1928, zm. 5 stycznia 2000) – japoński mangaka.
Urodził się tego samego dnia co Osamu Tezuka. Po liceum Kojima malował plakaty dla kin, gdyż był to jedyny sposób na zarobienie pieniędzy. W 1950 roku przeprowadził się do Tokio. 
Kojima znany jest z tego, że ożywił dawną technikę i sztukę kamishibai (teatr papierowy, buddyjska forma opowiadania historii, powstała w XII wieku). Utworzony przez siebie rynek zapełniał nowymi produktami związanymi z kamishibai.
Jego pierwszą mangą opublikowaną w czasopiśmie była Dojinki. W 1970 roku, zaczął pracować wraz z Kazuo Koike wokoło projektu Kozure ōkami – Samotny wilk i szczenię (ang. Lone Wolf and Cub). Wraz ze scenarzystą Kazuo Koike stworzył jeszcze kilka innych popularnych mang, razem znani byli jako Golden Duo (Złoty duet). Krytycy podziwiali jego talent i warsztat (chociaż był samoukiem). Od roku 1994 był konsultantem graficznym czasopisma Manga Japan i kształcił nowe pokolenie rysowników. Zmarł w wieku 71 lat.

## Twórczość
- Samotny wilk i szczenię (jap. 子連れ狼 (Kozure Ōkami), ang. Lone Wolf and Cub), wspólnie z pisarzem Kazuo Koike, 1970–1976
- Poranek ściętych głów (jap. 首斬り朝  (Kubikiri Asa), ang. Samurai Executioner), wspólnie z pisarzem Kazuo Koike, 1972–1976
- Hanzō no Mon (jap. 半蔵の門 ; ang. Path of the Assassin), wspólnie z pisarzem Kazuo Koike, 1978–1984

## Nagrody
- 2004: Hall of Fame Nagroda Eisnera[2]